# رود پدیا
رود پدیا (استونیایی: Pedja jõgi) رودی در کشور استونی است.
طول این رود ۱۲۲ کیلومتر است و در شهرستان‌های یوگوا و لنه-ویرو جریان دارد.

## نگارخانه

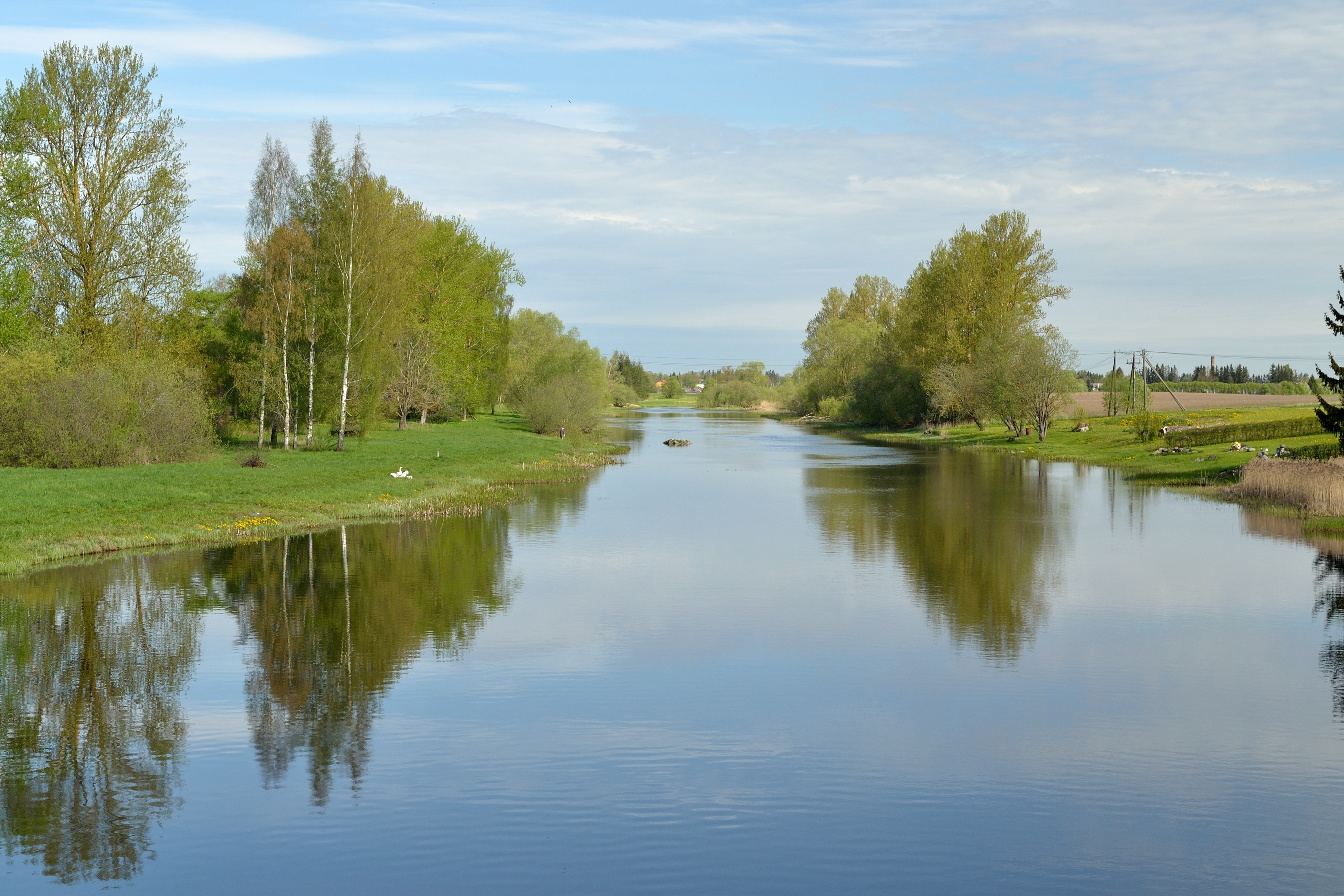
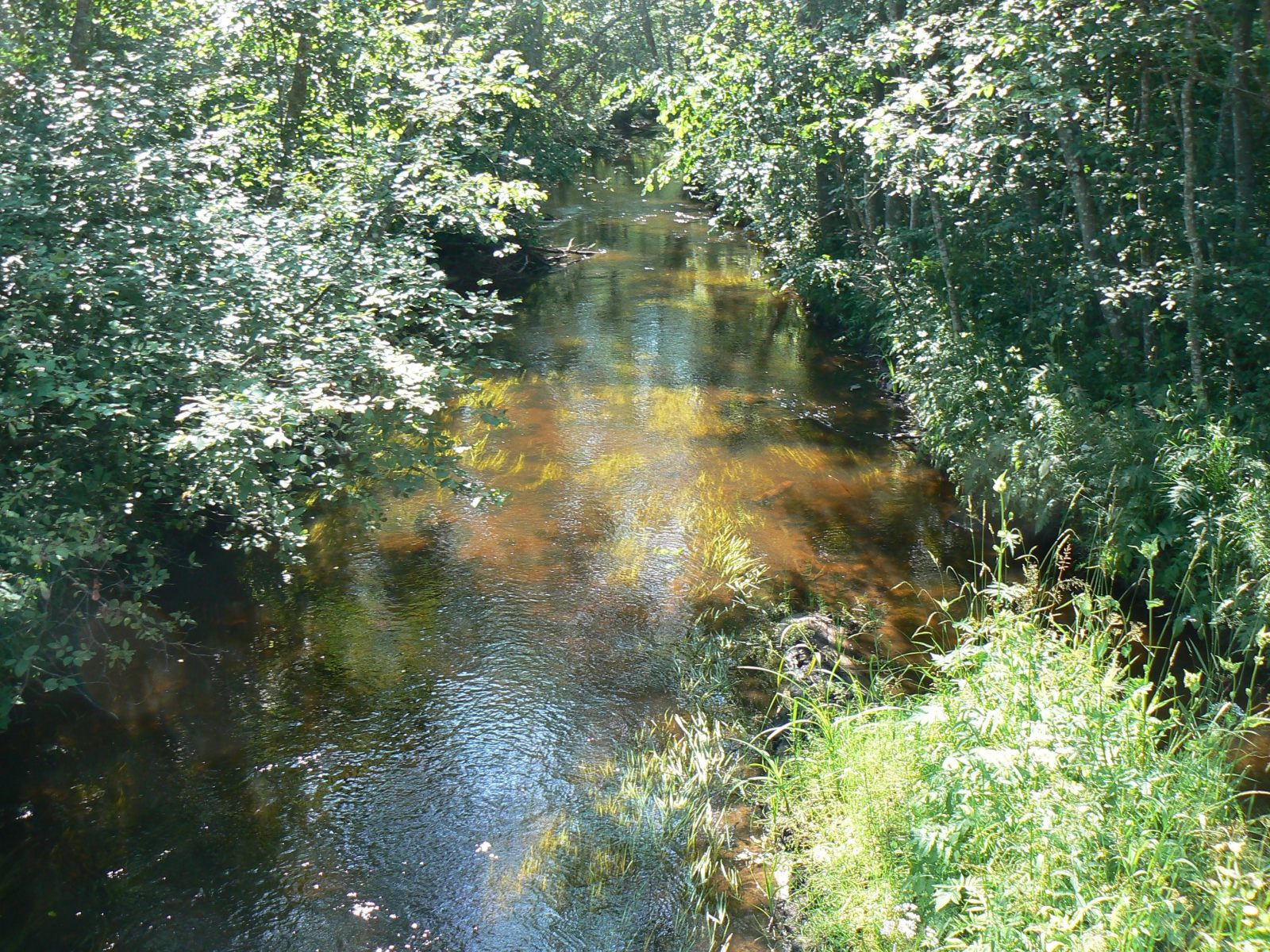
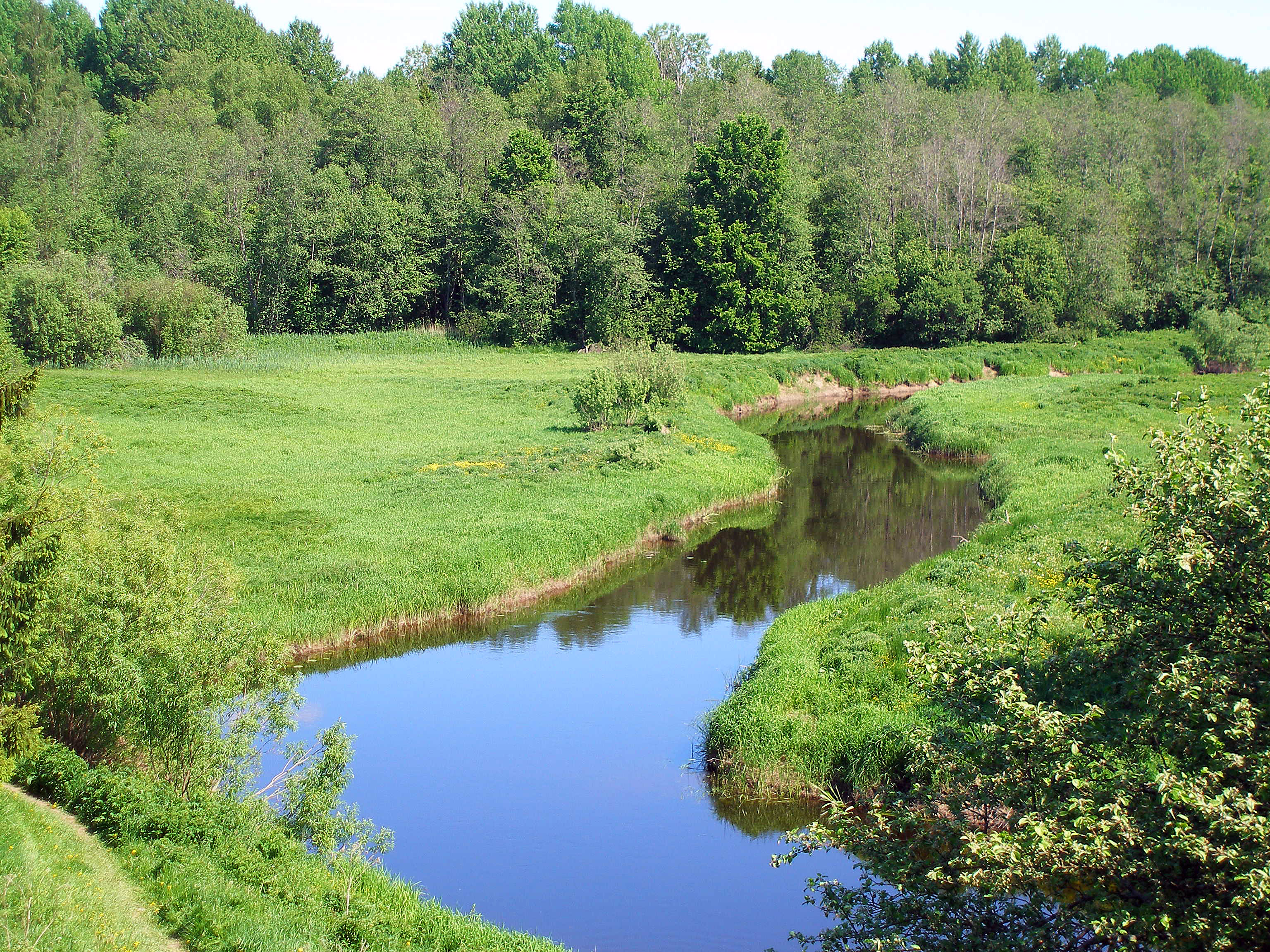
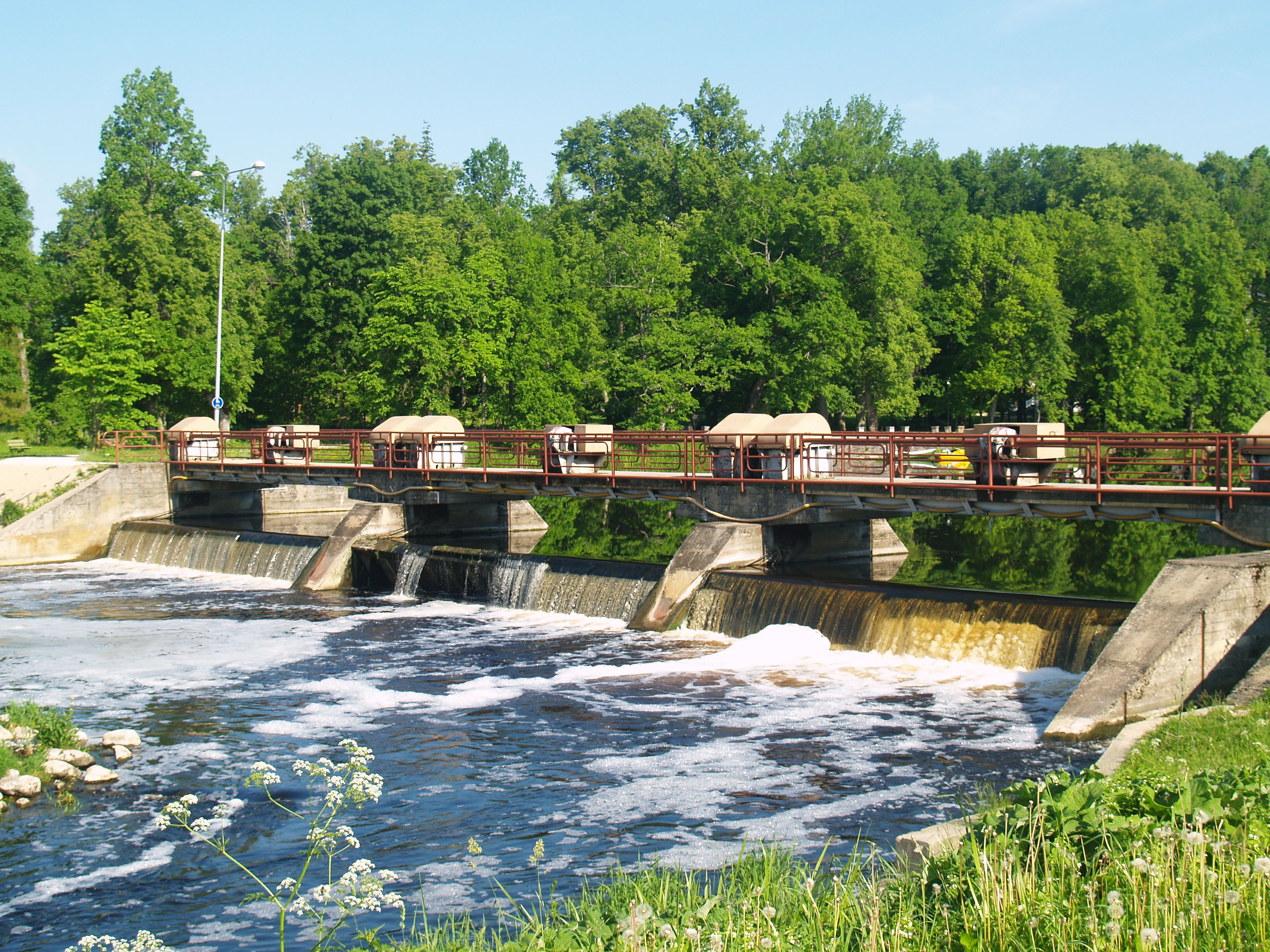